# Neta Bahcall

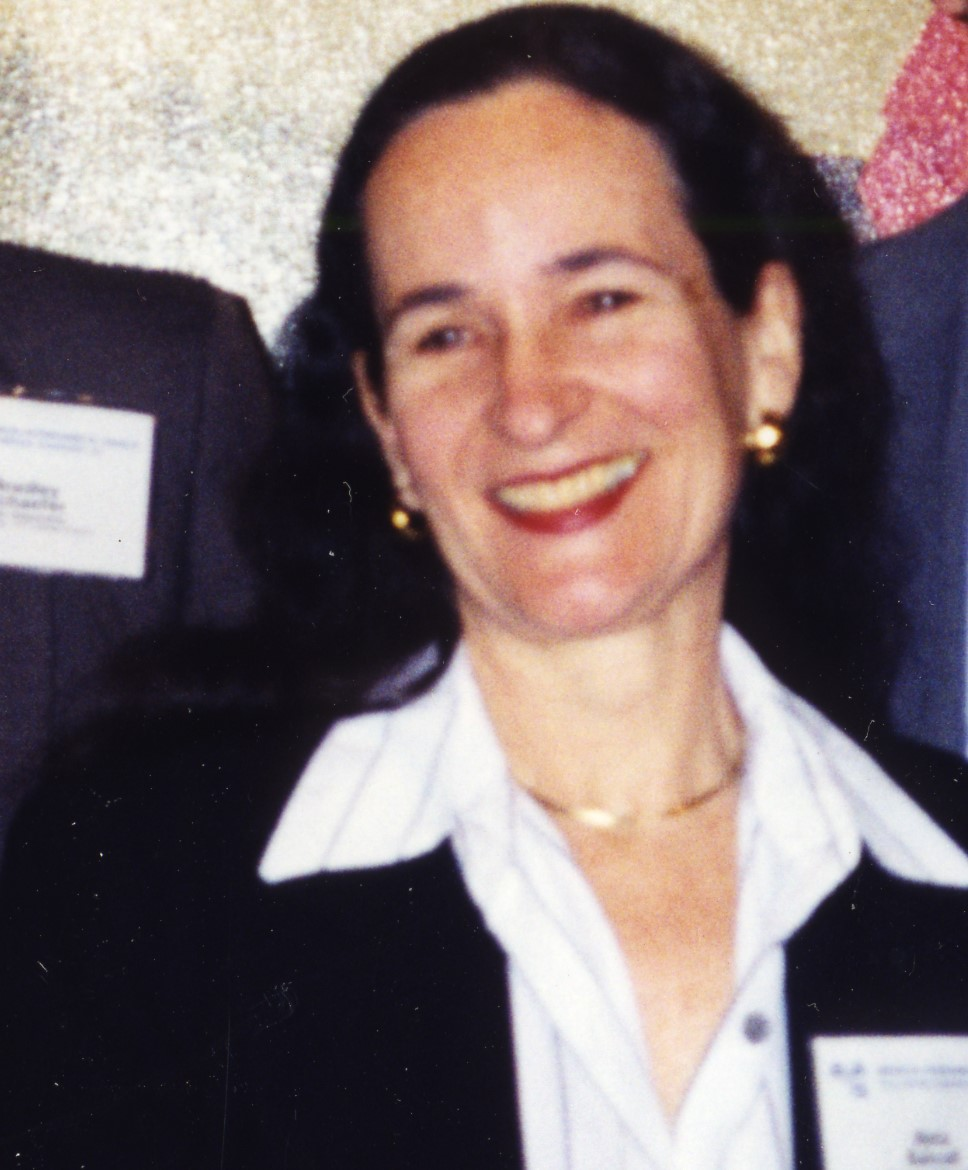
Neta Bahcall (1998)

Neta Assaf Bahcall (hebräisch נטע אסף בקל; geboren 1942) ist eine israelische Astrophysikerin und Kosmologin, die sich auf Dunkle Materie, die Struktur des Universums, Quasare und die Entstehung von Galaxien spezialisiert hat. Bahcall hält die „Eugene Higgins Professor of Astronomy“ an der Princeton University.

## Jugend und Ausbildung
Neta Assaf Bahcall wurde 1942 geboren. Sie erhielt 1963 einen B.S. in Physik und Mathematik an der Hebrew University in Israel. Im Jahr 1965 erhielt sie ihren Master in Physik am  Weizmann Institute of Science.  Im Jahr 1970 promovierte Bahcall in Astrophysik an der University of Tel Aviv.

## Karriere
Von 1970 bis 1971 war Bahcall Forschungsstipendiatin in Physik am California Institute of Technology.  Im selben Jahr, in dem sie ihren Doktortitel erhielt, begann sie an der Princeton University zu arbeiten, wo sie seit 1989 eine Vollzeitprofessur für Astrophysik innehat. Zwischen 1971 und 1983 war sie wissenschaftliche Assistentin eines leitenden Forschers in der Astrophysik. Von 1983 bis 1989 war sie Leiterin des „General Observer Support Branch“ und führte das „Science Program Selection Office“ am Space Telescope Science Institute. Sie war verantwortlich für die Auswahl der Wissenschaftsprogramme, denen Zugang zum  Hubble-Weltraumteleskops gewährt wurde.  Von 2000 bis 2008 war sie außerdem Direktorin des Council on Science and Technology in Princeton.
Mithilfe des Hubble-Weltraumteleskops hat sie die Lage und Struktur verschiedener Galaxien kartiert. Einer ihrer wichtigsten Beiträge auf dem Gebiet der Astrophysik waren ihre Berechnungen der Masse des Universums.
Im Jahr 1997 wurde Bahcall zum Mitglied der National Academy of Sciences gewählt. Sie hat für zahlreiche Organisationen Vorträge gehalten, unter anderem beim Nobel-Symposium in Stockholm 1998. Bahcall war ein langjähriges Mitglied der American Astronomical Society. Von 1995 bis 1998 war sie deren Vizepräsidentin. Bahcall war außerdem Mitglied des National Astronomy and Astrophysics Advisory Committee (2003 bis heute), des Space Telescope Institute Council (1993–1997), des U.S. National Committee der IAU (1998–2004), des Beratergremiums für den Sloan Digital Sky Survey (1990–1995) und des Komitees des American Institute of Physics für internationale Beziehungen (1990–1993). 1983 war sie die Vorsitzende des Komitees der AAS zum Stand der Frauen in der Astronomie. Im Jahr 2006 erhielt sie die Ehrendoktorwürde der Ohio State University.

## Leben
Neta war bis zu seinem Tod im Jahre 2005 mit John Bahcall, einem Astrophysiker und Professor in Princeton, verheiratet. Häufig habe die beiden in wissenschaftlich zusammengearbeitet. Die Ergebnisse der Zusammenarbeit wurde in über 20 gemeinsamen wissenschaftlichen Publikationen veröffentlicht. John und Neta Bahcall hatten drei Kinder, die alle in den Naturwissenschaften promovierten.
Auf die Frage nach ihren religiösen Ansichten und dem Glauben an Gott, erklärte Bahcall: „Ich bin nicht sehr religiös, aber ich bin sehr jüdisch... Ich verbinde die Wissenschaft, die ich betreibe, mit der religiösen Frage nach Gott in dem Sinne, dass alle physikalischen Gesetze, die das Universum geschaffen haben, und die enorme Menge an Schönheit im Universum die Verbindung zu Gott darstellen.“

## Auszeichnungen
- 2024 Henry Norris Russell Lectureship
- 2020 Legacy Fellow der American Astronomical Society[5]
- 2014 Mitglied der American Academy of Arts and Sciences[6]
- 2013 Cecilia Payne-Gaposchkin Preis der Harvard University
- 2009–2013 Distinguished Research Chair des Perimeter Institute for Theoretical Physics, Ontario, Kanada
- 2006 Ehrendoktorwürde in den Naturwissenschaften, The Ohio State University
- 1997 Mitglied der National Academy of Sciences, USA

## Ausgewählte Arbeiten
- Neta A. Bahcall; Jeremiah P. Ostriker; Saul Perlmutter & Paul J. Steinhardt: The Cosmic Triangle: Revealing the State of the Universe. In: Science. 284. Jahrgang, 1999, S. 1481–1488, doi:10.1126/science.284.5419.1481, arxiv:astro-ph/9906463v4, bibcode:1999Sci...284.1481B (englisch, princeton.edu [PDF]).
- Bahcall, N.A; Cen, R. (1992), Galaxy clusters and cold dark matter-A low-density unbiased universe?, The Astrophysical Journal Letters, 398, p. L81-L84, bibcode:1999Sci...284.1481B, doi:10.1086/186582.
- Bahcall, N.A; Cen, R. (1993), The Mass Function of Clusters of Galaxies, The Astrophysical Journal, 407, p. L49-L52, bibcode:1993ApJ...407L..49B, doi:10.1086/186803